# Jean-Antoine-Mathias Lemmens
Jean-Antoine-Mathias Lemmens (* 28. April 1912 in  Maastricht; † 25. März 1945 im KZ Mittelbau-Dora) war ein niederländisch-belgischer römisch-katholischer Geistlicher und Märtyrer.

## Leben
Jean-Antoine-Mathias Lemmens wurde in Limmel, einem Vorort von Maastricht in den Niederlanden geboren, wuchs als Bruder eines Missionars auf und besuchte die Schule der Dehonianer. Er ging in die Vereinigten Staaten und wurde 1936 in Okauchee Lake (Wisconsin) zum Priester geweiht. Er ging nach Belgien zurück und wurde Klostergeistlicher des Ursulinenklosters ’s-Gravenvoeren, dann Vikar in Diepenbeek.
Wegen Unterstützung des Widerstands gegen die nationalsozialistische Besetzung Belgiens wurde er am 16. Oktober 1943 verhaftet, in Hasselt und Saint-Gilles/Sint-Gillis inhaftiert und kam in das KZ Mittelbau-Dora. Dort starb er am 25. März 1945 im Alter von 32 Jahren.